# Argus (фотоаппаратура)

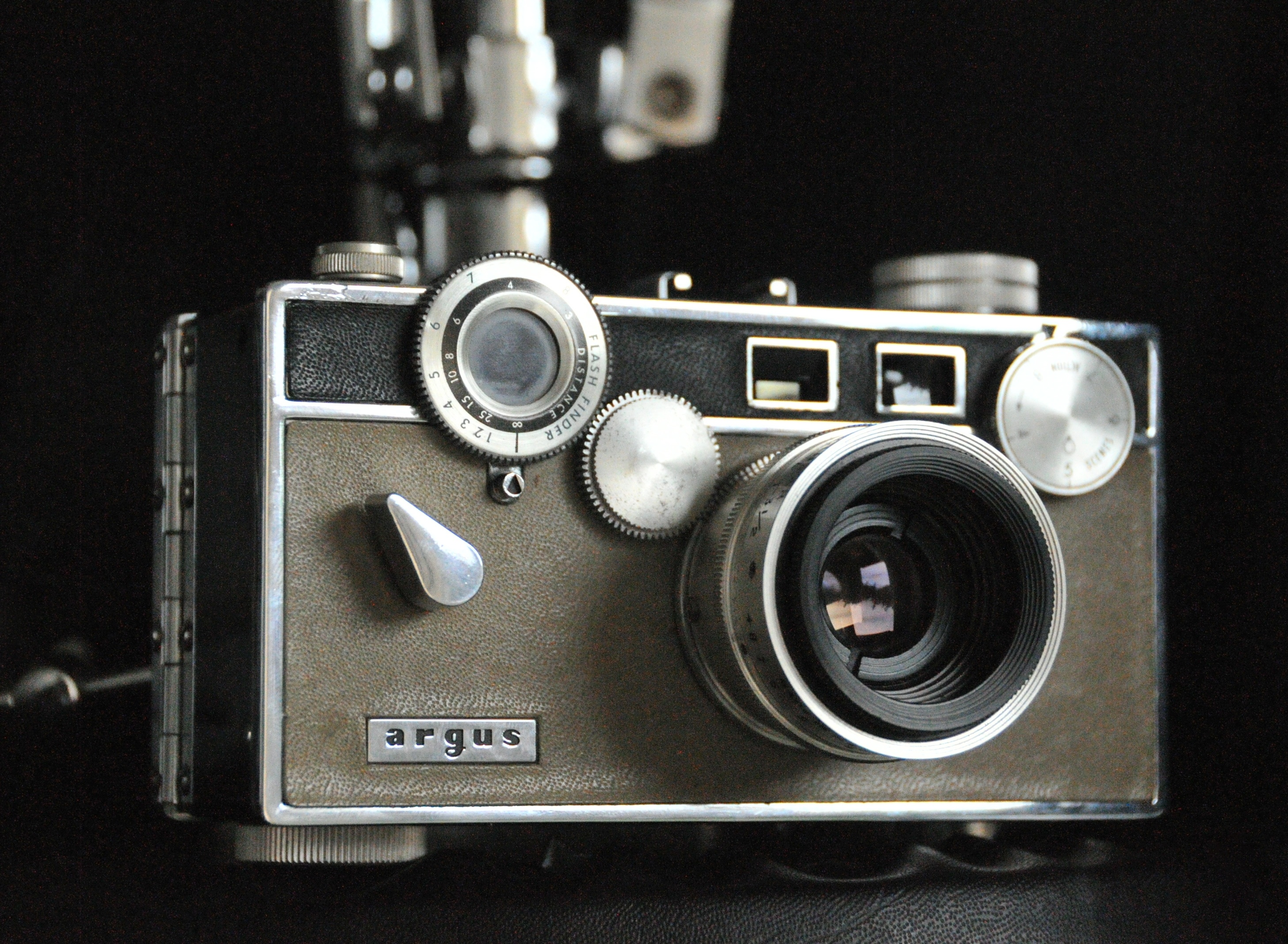
Фотоаппарат «Argus C-3», самый продаваемый в истории

Argus — американская компания, основанная в 1936 году в городе Анн-Арбор, и выпускающая фотоаппаратуру. Наибольшую известность получил дальномерный фотоаппарат «Argus C-3» и его модификации, выпускавшийся на протяжении 27 лет, и ставший одной из самых продаваемых в мире камер. Модель «A» стала первым американским фотоаппаратом, доступным широкой публике из-за низкой цены всего в 12 с половиной долларов. Благодаря доступности, камеры этого типа сделали популярной в США малоформатную фотографию, вытеснив среднеформатный «рольфильм». В 1945 году журнал «Fortune» написал, что фотоаппараты Argus «перевели фотографию в США из разряда элитного увлечения в разряд всеобщего занятия». Из-за характерной угловатой формы прямоугольного бакелитового корпуса эти камеры получили прозвище «кирпича».
Благодаря своей популярности, фотоаппараты «Argus» стали в Америке культовыми. Их необычная форма привлекает внимание музыкантов и кинематографистов. Камера «C-3» появилась в видеоклипе песни «In the Navy» и фильме «Гарри Поттер и тайная комната». А героиня актрисы Рут Хасси в романтической комедии «Филадельфийская история» фотографирует им свадьбу для светской хроники.
В настоящее время бренд используется для недорогих компактных цифровых фотоаппаратов, выпускающихся компанией Argus Camera Company, LLC в штате Иллинойс. Кроме того, выпускаются две модели «Bean» и «Sprout», дизайн которых стилизован под детские игрушки.